# Wahan Dżuharian
Wahan Dżuharian (orm. Վահան Ջուհարյան; ur. 26 stycznia 1978) – ormiański zapaśnik walczący w stylu klasycznym. Wicemistrz świata w 1997. Mistrz Europy w 2004. Czwarty w Pucharze Świata w 2010. Wicemistrz świata juniorów w 1998 roku.